# 9234 Matsumototaku
9234 Matsumototaku è un asteroide della fascia principale. Scoperto nel 1997, presenta un'orbita caratterizzata da un semiasse maggiore pari a 2,2030506 UA e da un'eccentricità di 0,0981381, inclinata di 2,17769° rispetto all'eclittica.
L'asteroide è dedicato all'astrofilo giapponese Takuya Matsumoto.